# Норум, Карл
Карл Мартин Норум (норв. Karl Martin Norum; 16 февраля 1852, Левангер, Нур-Трёнделаг — 9 октября 1911, Тронхейм, Тронхейм) — норвежский архитектор, внёс существенный вклад в архитектуру Тронхейма, где также занимался общественной и преподавательской деятельностью. Участник восстановительных работ в Олесунне. Занимал пост главного архитектора строительной фирмы Якоба Дигре, с которой реализовал ряд проектов в драгестиле.

## Биография
Карл Норум родился 16 февраля 1852 года в Левангере в небогатой семье, отец был фермером, мать умерла, когда ему было четыре года, воспитывался отцом и мачехой.
Карл Норум получил образование в Техническом училище Тронхейма в 1872—1875 годах. Училище было кузницей многих видных норвежских архитекторов, но оно давало незаконченное архитектурное образование. Согласно существовавшей образовательной системе, необходимо было завершить образование за рубежом, в основном в университетах Германии, но у семьи Карла Норума для этого не было средств. Впоследствии Норум был не только преподавателем в училище, но и как член городского совета принял участие на общегосударственном уровне в публицистической полемике и лоббировании создания на базе училища в Тронхейме Технического института Норвегии, в противовес голосам сторонников размещения института в Осло. Это было первое в своём роде образовательное учреждение, созданное в стране.
В 1875—1880 годах работал геодезистом на строительстве железных дорог.
Умер 9 октября 1911 года в Тронхейме.

## Строительная фирма Дигре
Несмотря на формальное отсутствие архитектурного образования в 1880 году Норум был принят в качестве чертёжника в строительную фирму Якоба Дигре. Якоб Дигре начинал обычным плотником на судоверфях Тронхейма, позже он открыл своё предприятие, которое стало одной из крупнейших строительных фирм Норвегии своего времени, специализирующимся на возведении каменных и деревянных зданий. Фирма Дигре имела свою собственную пилораму, столярную фабрику и проектное бюро, занимающееся архитектурными и конструкторскими задачами. Предприятие Якоба Дигре «Jacob Digres Ferdighusfabrik» было одним из трёх лидеров в фабричном производстве сборных деревянных домов. Два других — «M. Thams & Co» и «Strømmen Trævarefabrik». У Якоба Дигре было пятеро сыновей, которые занимались семейным бизнесом, старший сын Юхан Дигре получил образование в Датской королевской академии в Копенгагене и был главным архитектором предприятия. Карл Норум был подмастерьем Юхана Дигре. Юхан Дигре умер в 1886 году в возрасте 42 лет, после чего Норум занял пост главного архитектора. На этой должности Карл Норум работал до конца своей жизни, на протяжении 25 лет.
«Вилла Шурен» первая самостоятельная архитектурная работа Карла Норума, она реализована в 1880—1881 годах и сохранилась до наших дней. Деревянная вилла была приобретена вдовой богатого купца, все конструкции изготовлены на фабрике Дигре. Здание выполнено в самобытном стиле, сочетающим в себе элементы швейцарского шале, неоготики и влияние национал-романтизма, по своему содержанию оно близко к драгестилю, но при этом в декоративных элементах отсутствуют драконьи головы.
В 1888 году сборный дом Дигре по проекту Норума, был представлен на Индустриальной выставке Северных стран в Копенгагене. Дом был награждён медалью, он был выполнен в норвежских традициях деревянного строительства, но как и в случае с «Виллой Шурен» в декоративных элементах отсутствовали драконьи мотивы. Сейчас он расположен на территории парка развлечений Тиволи, по адресу Копенгаген, Tietgensgade, 10.

## Балестранн

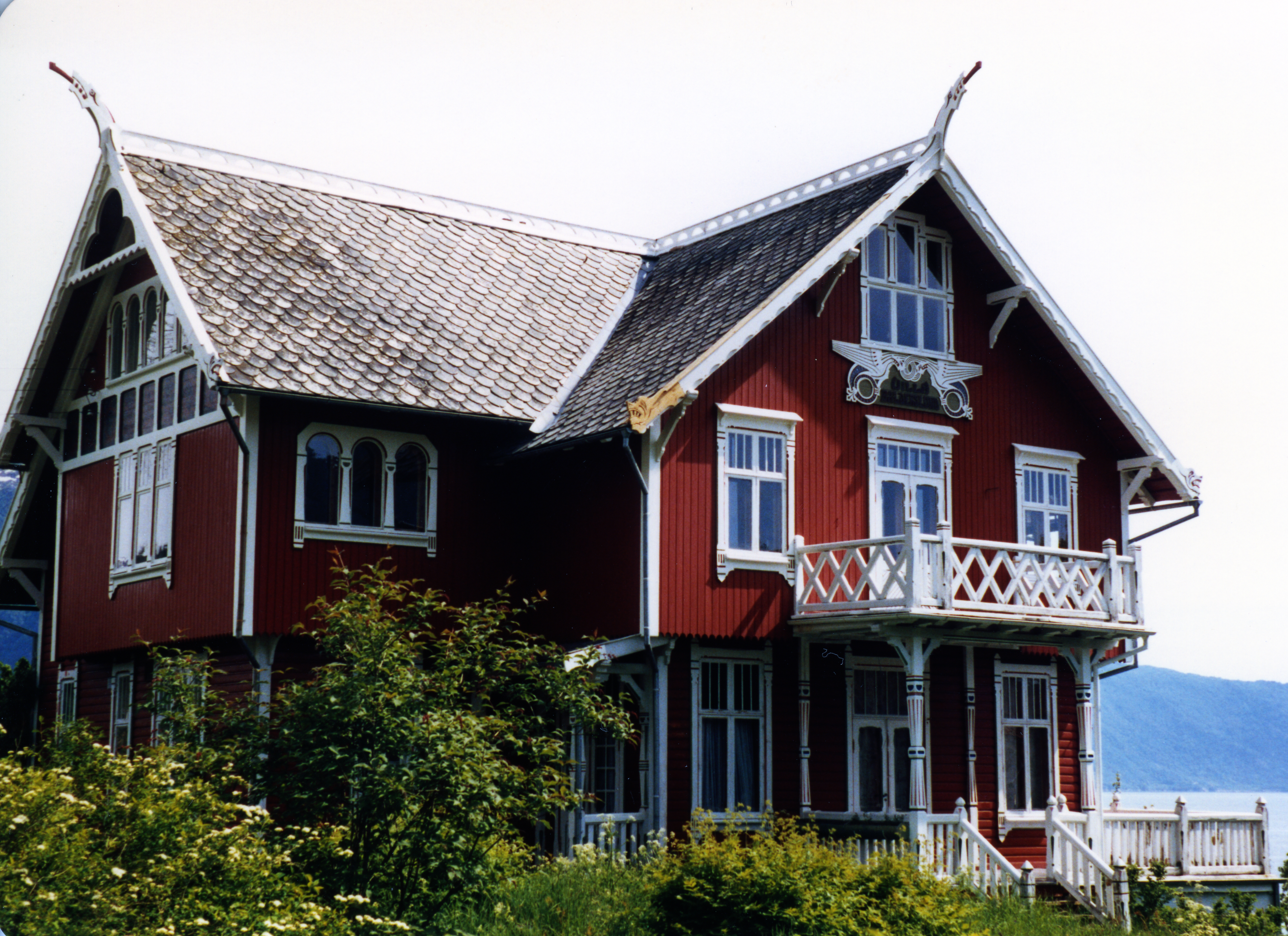
Вилла Балдерслунд, фото 2006 г.

Будучи на фабрике Дигре главным архитектором, Карл Норум разработал не менее 16 типов деревянных сборных домов, некоторые из этих работ, выполненные в драгестиле, внесли свой неповторимый вклад в архитектурный облик Балестранна. В 1890 году по проекту Норума на фабрике Дигре была сконструирована «Вилла Норманн» для художника Адельстена Нормана. Вилла была возведена в Балестранне, где в летние месяцы художник писал картины с живописными фьордами. Вилла представляет собой деревянное здание в драгестиле с большим количеством резных деталей, отдельные элементы окрашены белой краской, сами стены окрашены красной фалунью. Ещё в процессе возведения, вилла стала объектом внимания местных жителей. После окончания строительных работ её популярность только возросла, а строительство прибрежных вилл в таком стиле стало местной архитектурной модой. Практически в то же самое время была построена «Вилла Странхейм» художника-пейзажиста Ханса Даля, который был приятелем и однокурсником по Дюссельдорфской академии Адельстена Нормана. Местная природа привлекала не только норвежцев, но и иностранцев, Балестранн пользовался популярностью у англичан, американцев и немцев. В 1906 году был построен «Куперхусет» — жилой дом и мастерская (ателье) английского пейзажиста Альфреда Хитона Купера, он выполнен в драгестиле, но с некоторыми элементами свойственными английским традициям. С 1990-х годов до 2014 года дом Купера служил помещением для Норвежского музея туризма. В 1907 году была построена «Вилла Балдерслунд», она принадлежала богатой американке из Филадельфии Гертруде Эббот, известной своими пожертвованиями на строительство
Церкви Святого Олафа.

## Строительство церквей

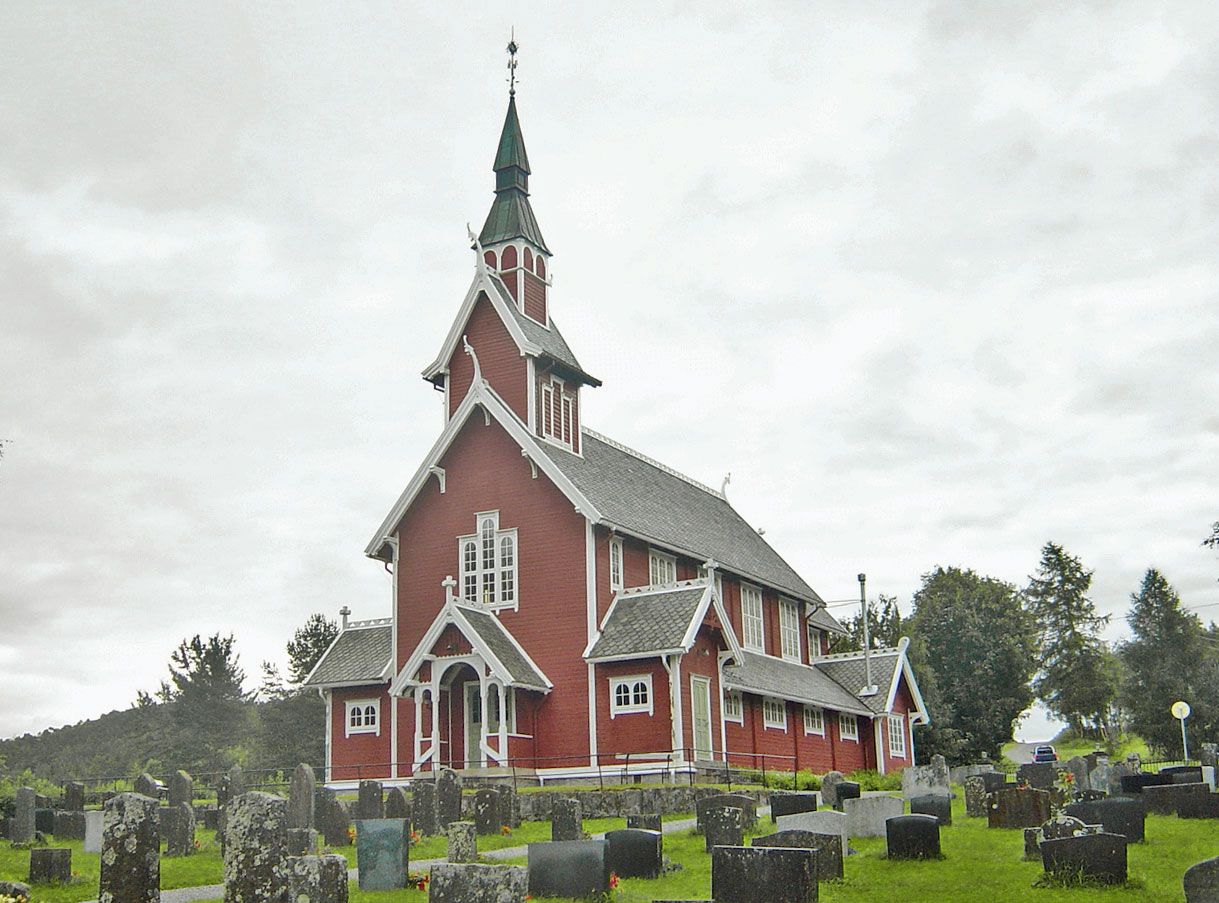
Церковь Вейей в Молде, фото 2006 г.

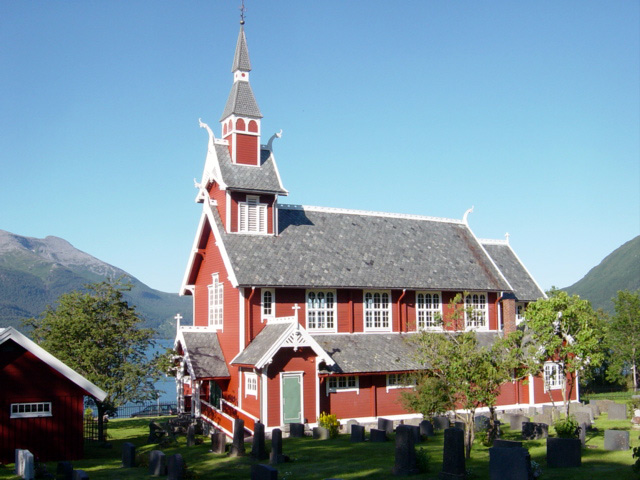
Церковь Хольм в Рёума, фото 2007 г.

Карл Норум был успешен в строительстве церквей. В 1895—1897 годах в драгестиле была построена Церковь Фрей в одноимённой коммуне. Две каменные церкви Норума в Стейнхьере и в Намсусе были разрушены в 1940 году при бомбардировках во время Второй Мировой войны. Норум также работал в соавторстве с другими архитекторами над деревянными церквями в Сортланне и Стангвике.
В 1902 году по проекту Норума была построена церковь в его родном городе — Церковь Левангера. В 1899 году проект Норума был выбран для строительства новой церкви. Неизвестно получил ли он какие-то преференции, но обязательным условием конкурса было каменное здание, поскольку за последние тридцать лет при пожаре сгорели два предыдущих деревянных здания городской церкви.
Одна из наиболее известных работ Карла Норума Церковь Нейдена, построенная в драгестиле. В 1898 году к властям, с просьбой о строительстве часовни и кладбища, обратились 26 семей из Нейдена, расположенном в Финнмарке, на приграничных землях с Финляндией и Россией. Властями было принято решение о строительстве церкви на 155 мест в национал-романтическом стиле дракона. С одной стороны, власти опасались российско-финской экспансии, в том числе культурной и религиозно-миссионерской, и проект Норума должен был подчеркнуть норвежскую солидарность и национальное единство в приграничных землях. С другой стороны, следует отметить, что местным населением в основном были квены и саамы-сколты, и принятие решение о строительстве вычурной церкви в национальном стиле, было осуществлено в контексте проводимой политики норвегизации. Деревянное здание было сконструировано на фабрике Дигре в окрестностях Тронхейма, несколько лет потребовалось на доставку деталей и сборку на месте, церковь была освящена в 1902 году. Здание церкви имеет ряд общих черт, со зданиями вилл в Баллестранне. В дальнейшем Норумом и Дигре были построены ещё три деревянные церкви, выдержанные в том же стиле.
В 1905 году было завершено строительство Церкви Букснес (Buksnes kirke) в Гравдале на Лофотенских островах. Вопрос о строительстве возник после того как прежнее здание местной церкви сгорело в результате попадания молнии. В строительстве церкви были применены те же архитектурные приёмы, что и в Найдене, но церковь в Гравдале имеет больший размер и рассчитана на 800 человек. Также были приняты дополнительные меры для защиты здания от штормов.
В 1907 году были построены ещё две церкви — Церковь Веёй (Veøy kirke) в Молде и Церковь Хольм (Holm kirke) в Рёума. Они имеют не только сходство с церквями в Нейдене и Гравдале, но и являются точной копией друг друга, построенные вероятно по одним чертежам. Церкви расположены в соседних коммунах на противоположных берегах фьорда Лангефьорден. Ранее местные жители были прихожанами Старой церкви Веёй, которая расположена на острове Веёя. Старая каменная церковь была построена около 1200 года и была уездной приходской церковью. Добраться до неё можно было только, вплавь на лодках, из-за чего возникали определённые неудобства, и со временем её использование стало нецелесообразно, и с завершением строительства новых церквей она была преобразована в музей.

## Театр-варьете «Йортен Ревю»

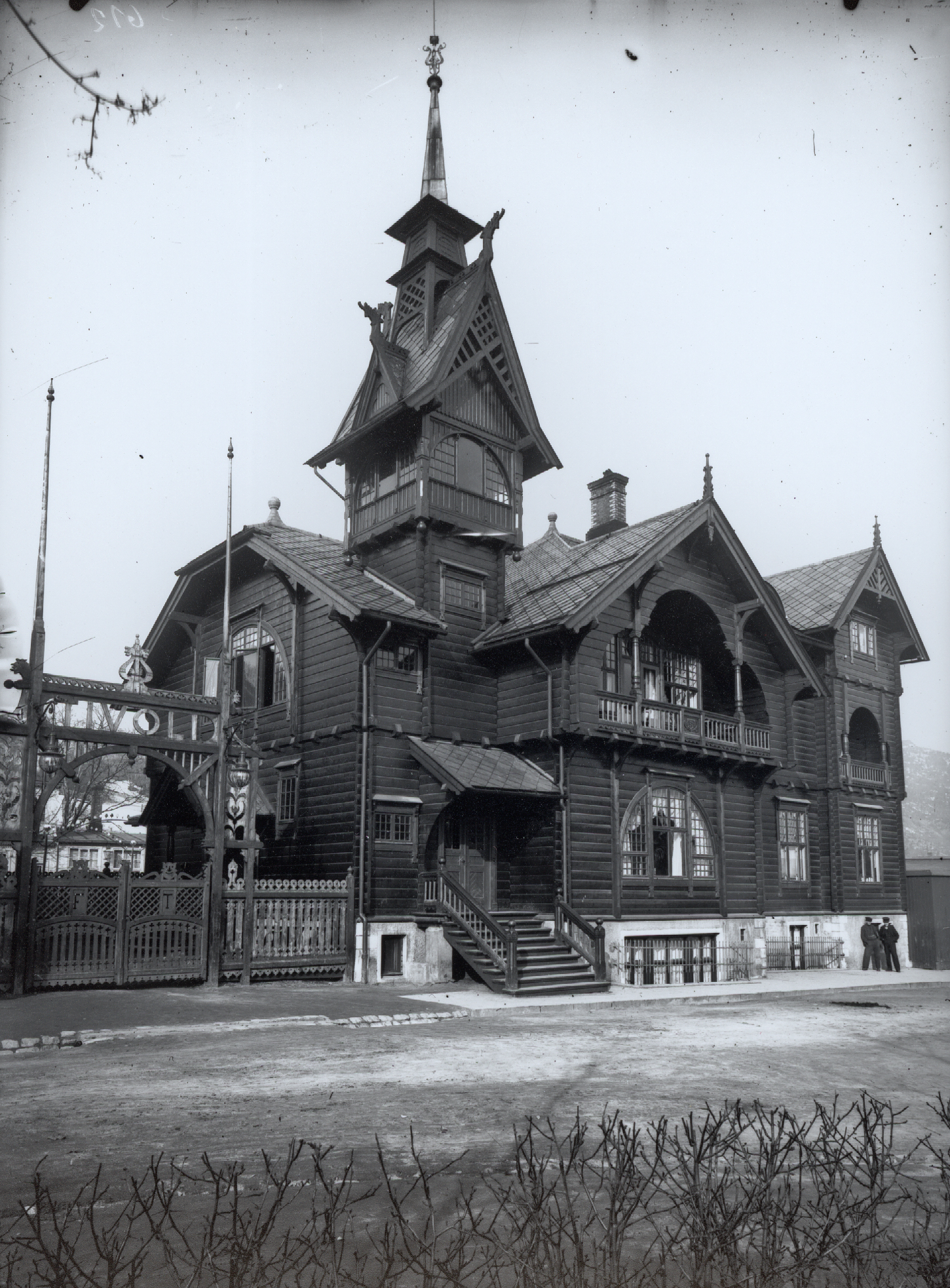
Театр-варьете и ресторан «Йортен Ревю», фото 1900-х гг.

В 1899 году в Тронхейме был построен театр-варьете и ресторан «Йортен Ревю» (Hjorten Revy). «Йортен Ревю» состоял из ряда зданий и имел большой сад на заднем дворе, где летом проходили представления в формате ревю, главное здание в основном использовалось как ресторан. Здание построено в ярко выраженным драгестиле, оно единственное из известных зданий Норума построенное из дерева и в таком стиле в Тронхейме. Здание по проекту Карла Норума заменило старое, служившее с момента основания заведения в 1867 году. Новый театр был построен на новом месте, но как прежнее здание располагался в районе Ила. В те времена этот район города был малообжитым, и считался городским центром развлечений, из-за большого количества увеселительных заведений. «Йортен Ревю» принадлежал немецким гражданам, которые наладили деловые связи с подобными заведениями из других городов, в частности из Гамбурга и Берлина. На сцене часто выступали приглашённые иностранные артисты и музыканты. Последнее выступление было дано в 1947 году, ресторан продолжал работать до 1955 года после чего также был закрыт. Обветшавшее и неиспользуемое здание простояло ещё несколько лет, и было снесено в 1961 году, а на его месте построен дом престарелых.

## Тронхейм
Несколько каменных зданий по проектам Норума в Тронхейме выдержаны в стиле необарокко, под влиянием историзма. Среди них пятизвёздочный отель «Британия» (1895), дом купца Матесона (1896—1898), здание масонской ложи Тронхейма (1900—1902, совместно с арх. Л. Сольбергом и Ю. Кристенсеном).
В 1903 году было построено здание магазина на одной из главных улиц Тронхейма по адресу Nordre gate 9. Здание является одним из характерных образцов архитектуры в стиле модерн в городе. Четырёхэтажное здание окрашено жёлтой штукатуркой. Позже фасад здания был переустроен, в результате чего были утрачены оригинальные круглые окна-витрины на первом этаже.
Затем Карл Норум был задействован на восстановительных работах в Олесунне. После возвращения в Тронхейм были построены здания таможни (1910) и главпочтамта (1909—1911), выполненные в стиле модерн.

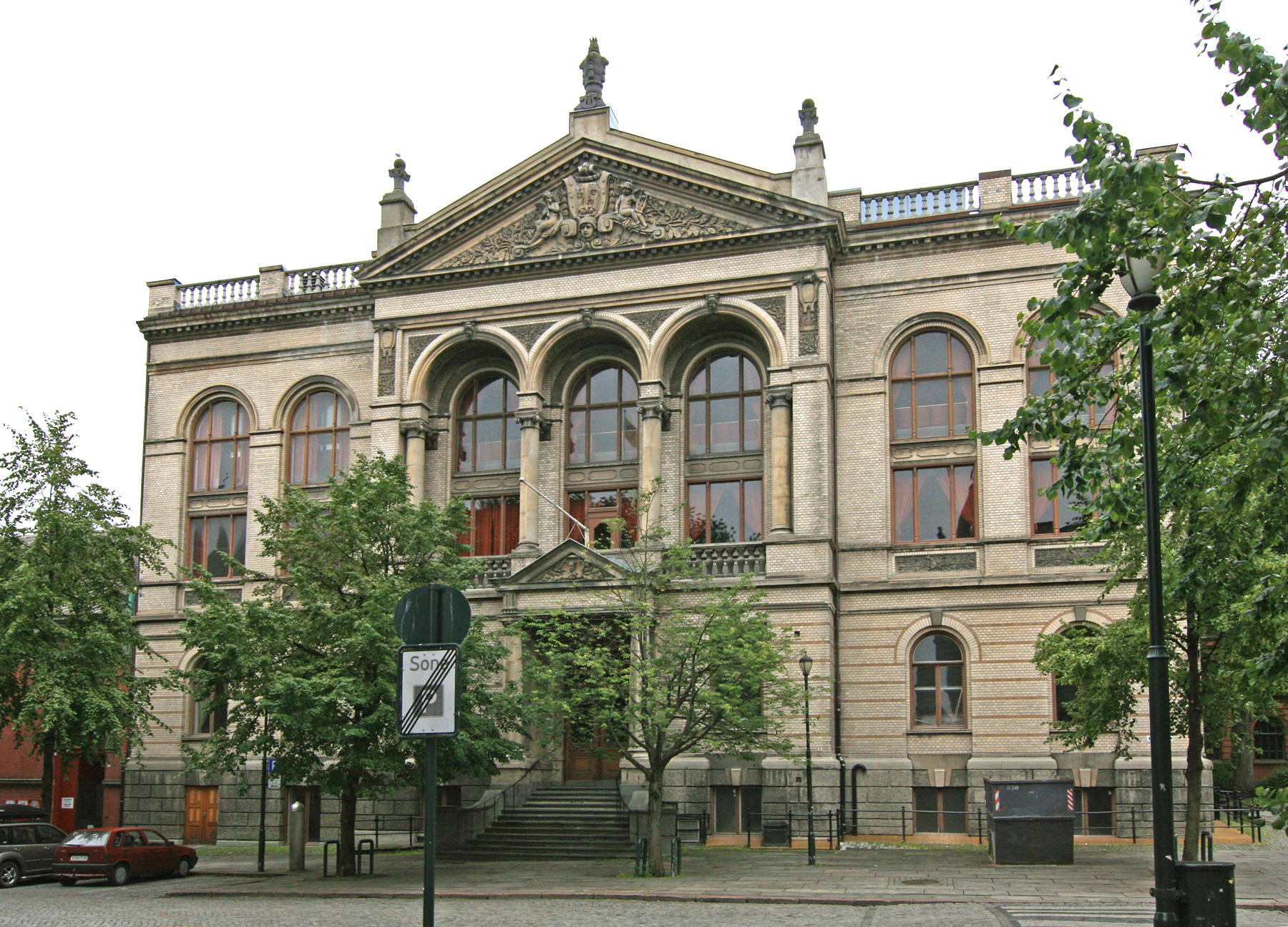
Здание масонской ложи Тронхейма, Kongens gate 3
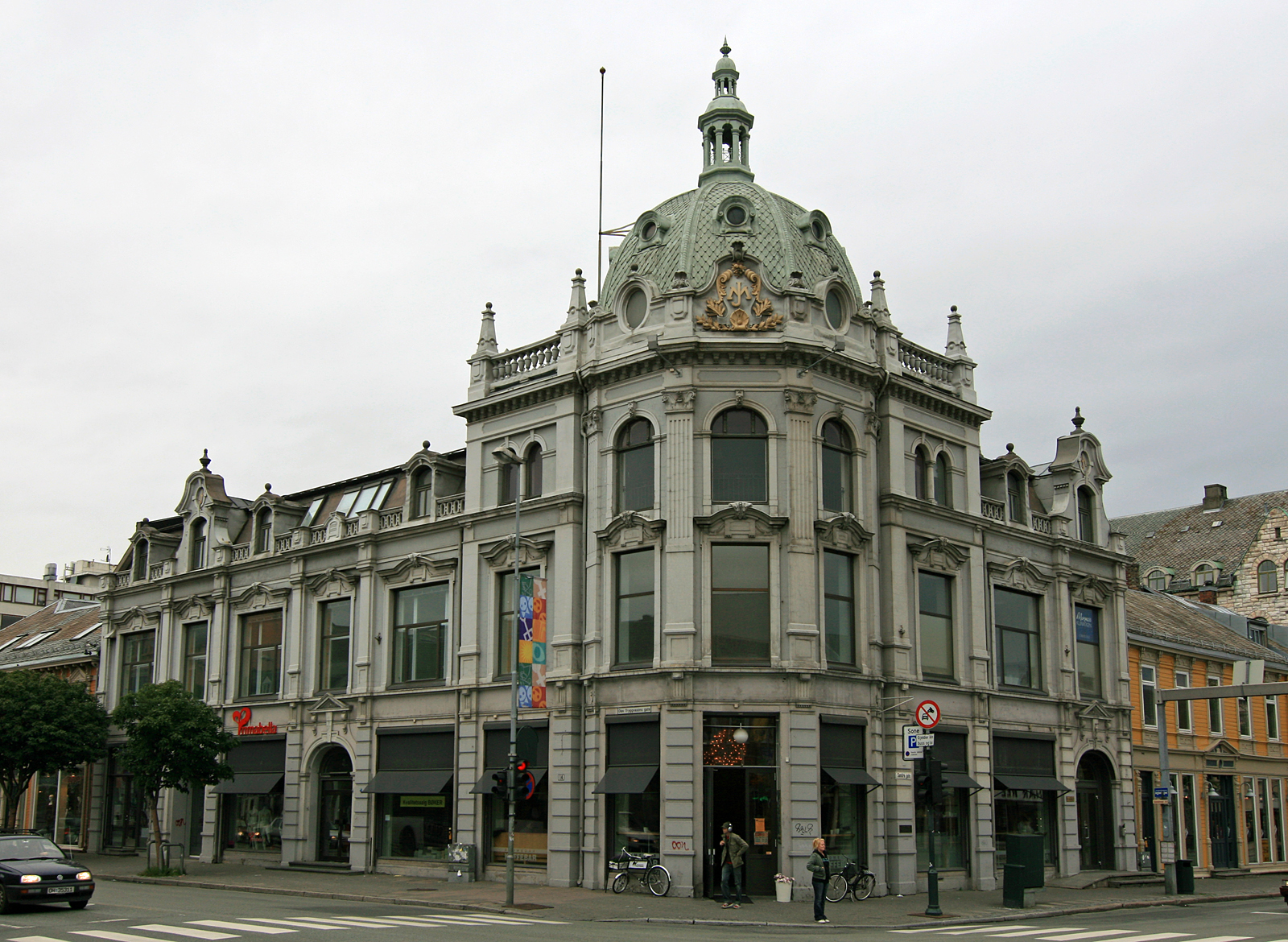
Дом купца Матесона, Olav Tryggvasons gate 14
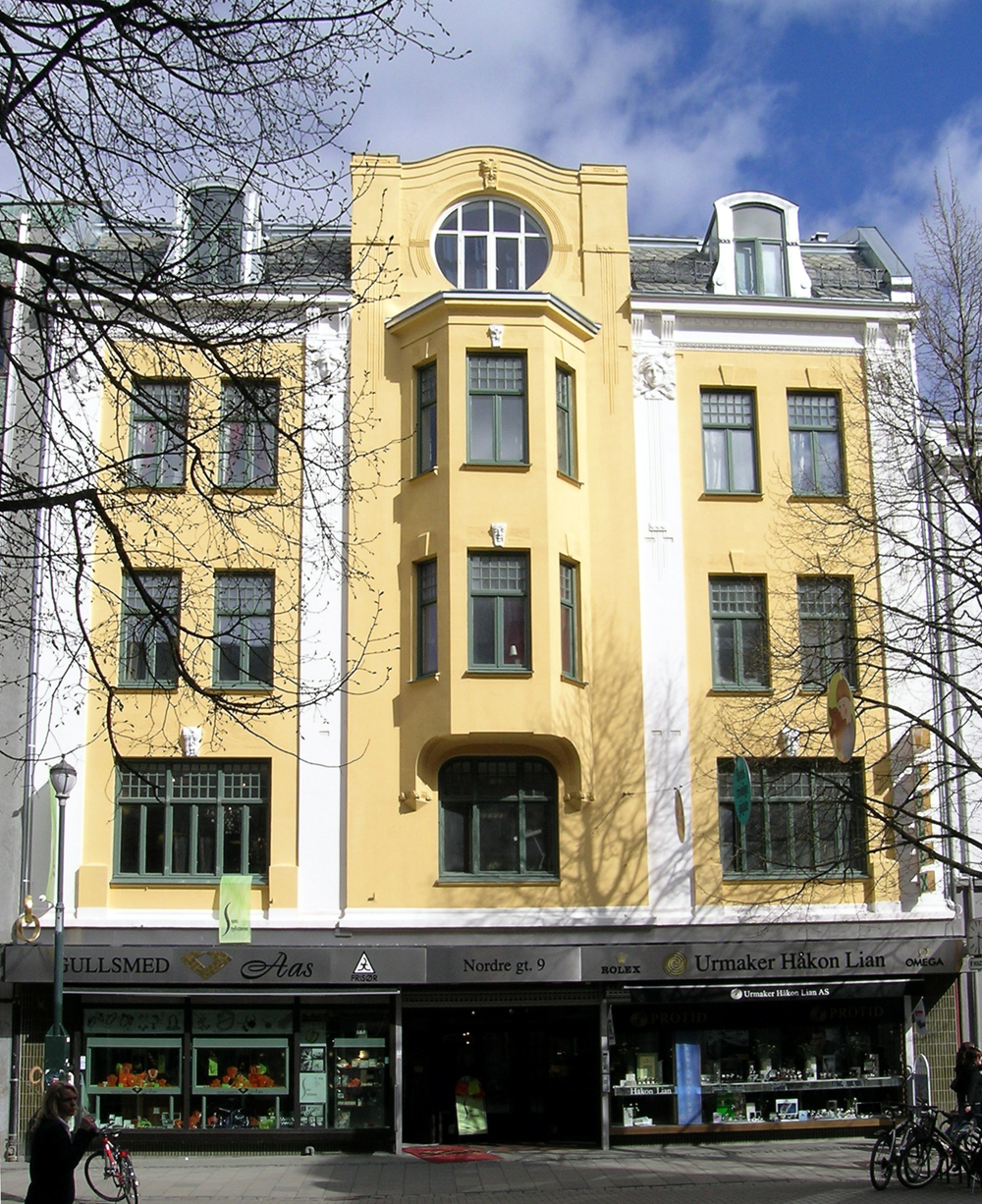
Здание магазина, Nordre gate 9
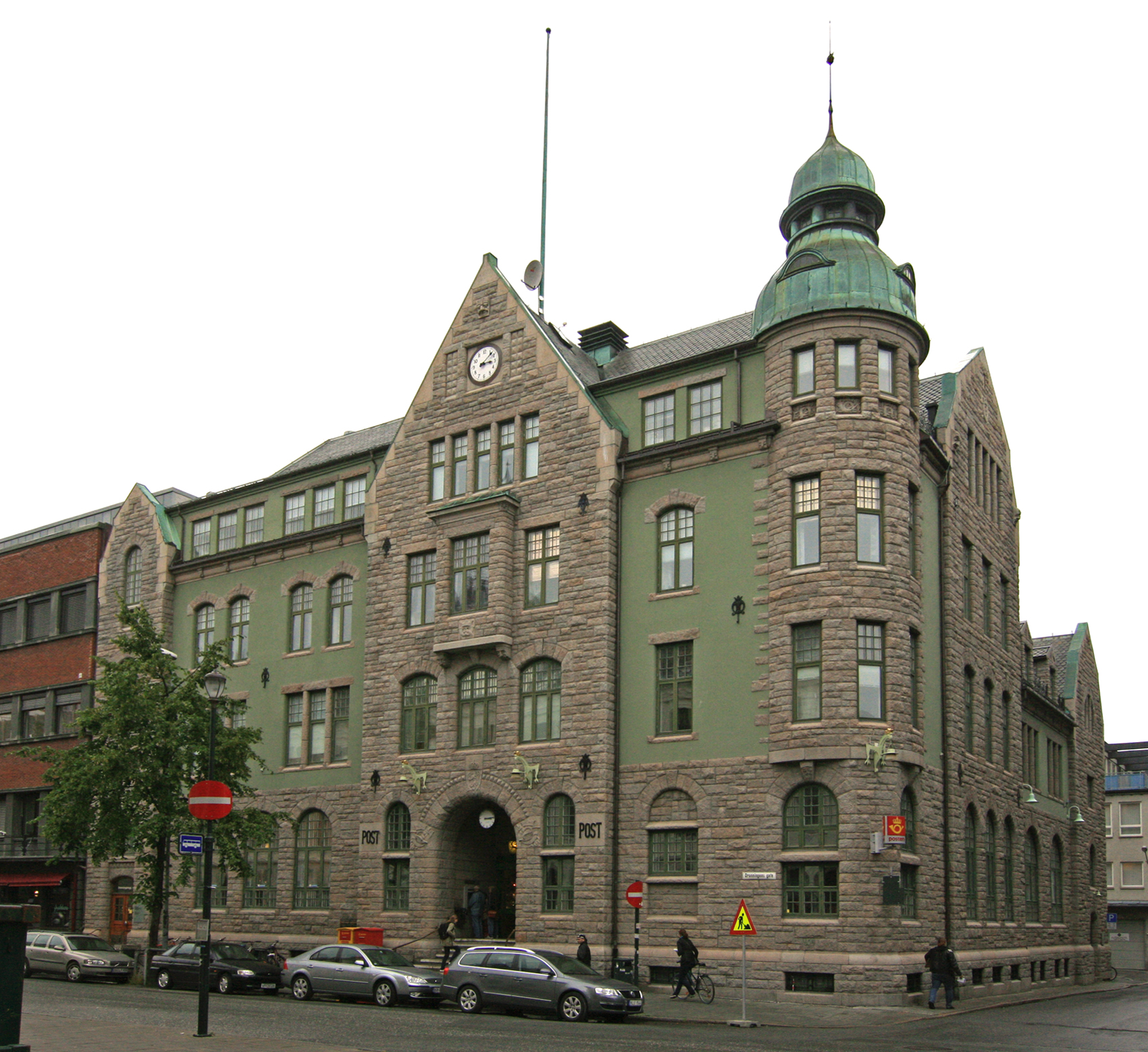
Здание главпочтамта, Dronningens gate 10

## Олесунн
В 1904—1907 годах Карл Норум работал в Олесунне в числе других архитекторов, которые восстанавливали город после разрушительного  пожара, случившегося в ночь на 24 января 1904 года. Над восстановлением города работали около 30 архитекторов и 20 строительных фирм, а все здания возводились в стиле модерн (ар-нуво, югендстиль). По проектам Норума в городе было построено до десяти зданий. Самое известное из них расположено по адресу Kongens gate 10 B, оно известно не из-за архитектурных изысков, а считается самым узким жилым зданием в Норвегии. Ширина здания составляет 2 м 94 см, оно было построено в виду брандмауэрного типа застройки. На первом этаже располагалась мастерская жестянщика по фамилии Ларсен, два верхних этажа использовались как жилые помещения.
Другое известное здание по проекту Норума в Олесунне находится на Notenes gate 9 («Rønnebergbua»). Здание было построено для фирмы «Carl E. Rønneberg & Sønner» и принадлежало семье Ронненбергов, одной из наиболее старых и влиятельных купеческих династий в городе. Фасад здания выкрашен белой штукатуркой, стены частично облицованы грубым природным камнем, подобный приём (рустовка) был использован при строительстве главпочтамта в Тронхейме.